# Keep the Faith (låt av Tamara Gatjetjiladze)
Keep The Faith är en låt framförd av sångerskan Tamara Gatjetjiladze. Låten är skriven och producerad av Anri Jokhadze och artisten själv. Den kommer att representera Georgien i den första semifinalen av Eurovision Song Contest 2017, med startnummer 2.